# Bless This Acid House
Singles de Kasabian
Comeback Kid
(2017) Ill Ray (The King)
(2017)
Pistes de For Crying Out Loud
Sixteen Blocks
(10) Put Your Life on It
(12)
Bless This Acid House est le troisième single du cinquième album studio, For Crying Out Loud, du groupe britannique de rock alternatif Kasabian publié le 13 juin 2017.

## Liste des chansons
Toute la musique est composée par Sergio Pizzorno.
| No | Titre                 | Durée |
| -- | --------------------- | ----- |
| 1. | Bless This Acid House | 3:56  |